# Проспект Куприна
Проспект Куприна — улица в Новомосковском административном округе города Москвы на территории поселения Сосенское. Пролегает между проектируемым проездом № 7032 и проектируемым проездом № 816.

## Расположение
Улица целиком находится за пределами МКАД в поселении Сосенском. Нумерация домов ведётся со стороны проектируемого проезда № 816. Улица пересекает проектируемый проезд № 7048, проектируемый проезд № 7046, улицу Александры Монаховой, проектируемый проезд № 7094, автодорогу Солнцево — Бутово — Варшавское шоссе, улицу Эдварда Грига и Скандинавский бульвар.

## Происхождение названия
Улица получила название 31 марта 2021 года в честь русского писателя Александра Ивановича Куприна в связи с прохождением улицы через ЖК «Бунинские Луга» и ЖК «Южное Бунино» (Куприн и Бунин были друзьями).
Альтернативно жителями предлагалось присвоить улице наименование Ивановский проспект, но инициатива не была поддержана депутатами и комиссией при мэрии Москвы.

## История
Ранее в районе улицы располагался Ивановский погост, а также существующие до сих пор деревни Ямонтово и Губкино.
Старейшая часть улицы — её западный конец. Эта улица является преемником дороги, ведшей из деревни Ямонтово в деревню Губкино и впервые отмечена на карте 1968 года.
Часть улицы была проложена при строительстве ЖК «Бунинские Луга».

## Транспорт
На улице расположены остановки «Бунино», «Ивановское кладбище» маршрутов автобусов 117 (Нововатутинский проспект — 2-й микрорайон Южного Бутова) и 117к (посёлок Воскресенское — 2-й микрорайон Южного Бутова).